# 奇人賢人
『奇人賢人』（きじんけんじん）は、TBS系列で放送されていた特別番組である。

## 出演者

### MC
- 阿川佐和子

### ゲストMC
- バカリズム

### ゲスト
- 相田翔子
- こまどり姉妹
- 志茂田景樹
- 前園真聖
- 森下悠里
- 矢追純一

### ナレーション
- 柳生博

## ネット局
| 放送対象地域   | 放送局                | 系列    | 放送日時                     | 遅れ日数   |
| -------------- | --------------------- | ------- | ---------------------------- | ---------- |
| 関東広域圏     | TBSテレビ（TBS）      | TBS系列 | 2013年7月10日 0:28 - 1:28    | 制作局     |
| 北海道         | 北海道放送（HBC）     | TBS系列 | 2013年7月10日 0:28 - 1:29    | 同時ネット |
| 山形県         | テレビユー山形（TUY） | TBS系列 | 2013年7月10日 0:28 - 1:28    | 同時ネット |
| 福島県         | テレビユー福島（TUF） | TBS系列 | 2013年7月10日 0:28 - 1:28    | 同時ネット |
| 新潟県         | 新潟放送（BSN）       | TBS系列 | 2013年7月10日 0:28 - 1:28    | 同時ネット |
| 長野県         | 信越放送（SBC）       | TBS系列 | 2013年7月10日 0:28 - 1:28    | 同時ネット |
| 静岡県         | 静岡放送（SBS）       | TBS系列 | 2013年7月10日 0:28 - 1:28    | 同時ネット |
| 石川県         | 北陸放送（MRO）       | TBS系列 | 2013年7月10日 0:28 - 1:28    | 同時ネット |
| 中京広域圏     | 中部日本放送（CBC）   | TBS系列 | 2013年7月16日 23:58 - 翌1:03 | 7日遅れ    |
| 岡山県・香川県 | 山陽放送（RSK）       | TBS系列 | 2013年7月16日 23:53 - 翌0:53 | 7日遅れ    |
| 宮城県         | 東北放送（TBC）       | TBS系列 | 2013年8月1日 0:10 - 1:10     | 23日遅れ   |
| 青森県         | 青森テレビ（ATV）     | TBS系列 | 2013年10月6日 15:00 - 16:00  | 89日遅れ   |
| 愛媛県         | あいテレビ（ITV）     | TBS系列 | 2013年10月12日 15:54 - 16:54 | 95日遅れ   |

## スタッフ
- 構成：アリエシュンスケ、木南広明
- TM：山下直
- TD：南賢治
- VE：後藤静香
- CAM：山本竜也
- MIX：田村真紀
- LD：加藤由美子
- 美術：三須明子
- 美術制作：大木章子
- 装置：相良比佐夫
- 操作：三谷剛大
- 装飾：森田琴衣
- 電飾：入江智喜
- アクリル装飾：相澤香織
- 幕装飾：宮崎昭雄
- ヘアメイク：川喜田祥子
- 編集：高橋勇志・日詰しのぶ（OMNIBUS JAPAN）
- MA：坂井真一（OMNIBUS JAPAN）
- CGデザイン：大森清一郎
- 音効：鈴木瑞穂
- 衣装協力：KU-CROISSANT、FAIRFAX
- TK：鈴木裕恵
- デスク：山口麻美
- 編成：坂田栄治
- 宣伝：井田香帆里
- アシスタントディレクター：西川なる美、瀬戸亘、梶沙由佳、秦弘典
- アシスタントプロデューサー：福島千紘、吉田弓恵
- キャスティングプロデューサー：住田雄一
- ディレクター：萩森豪、武田治、内田雅行
- プロデューサー：渡部宗一
- 総合演出：川平秀二
- チーフプロデューサー：大久保竜
- 製作著作：TBS